# Герой КНР
Геро́й Китайской Народной Респу́блики (кит. упр. 英雄模范勋章, пиньинь Yīngxióng Mófàn Xūnzhāng) — высшая государственная награда и почётное звание в Китайской Народной Республике.

## Награждённые
Орденом первой степени с 2011 года были награждены 14 человек (на 2016 год).
- Сюй Цзяньпин — бывший министр департамента оборудования
- Хэ Минь — директор департамента гинекологии и акушерства 4-й больницы ВВС
- Янь Гаохун — профессор Нанкинского колледжа ВВС
- Лю Ван — лётчик-космонавт
- Лю Ян — первая женщина-космонавт Китая
- Линь Цзюньдэ — генерал, начальник базы ядерных испытаний
- Чжан Сяогуан — лётчик-космонавт
- Ван Япин — лётчик-космонавт
- Цзя Юанью — шеф-сержант
- Ли Сучжи — директор госпиталя Тибетского военного округа
- Дай Минмэн — лётчик-испытатель
- Тань Цинцюань — инженер ВВС
- Чжан Чао — лётчик авиации ВМФ НОАК
- Чэнь Дун — лётчик-космонавт